# Pomena
Pomena falu Horvátországban, Dubrovnik-Neretva megyében. Közigazgatásilag Mljethez tartozik.

## Fekvése
Dubrovnik városától légvonalban 63 km-re északnyugatra, községközpontjától légvonalban 17, közúton 22 km-re nyugatra, a Mljet szigetének nyugati végén egy kis öbölben fekszik.

## Története
Pomena területe már az ókorban lakott volt. Az itt élt első ismert nép az illírek voltak, akik magaslatokon épített erődített településeken éltek és kövekből rakott halomsírokba temetkeztek. Ilyen halomsírok találhatók a Velika és Mala Poma nevű magaslatokon a település határában is. Az illírek i. e. 35-ig uralták a térséget, amikor Octavianus hadai végső győzelmet arattak felettük. A mai Pomena területén egykori római villa maradványai találhatók, ami azt jelenti, hogy ebben a kis öbölben már a római korban is laktak. Kikötője közbenső kikötőhelyül szolgált azoknak a hajóknak, melyek Korčula felé tartottak, mivel ez volt a Korčulához legközelebbi mljeti kikötő. Ennek ellenére magát a települést nem a rómaiak alapították, hanem a keletre fekvő Goveđari falu halászai, akik kis raktárépületet emeltek itt halászeszközeik és halóik tárolására. Az első állandó lakosok is Goveđariból érkeztek, akik kis közösséget alkottak. Pomena a szigettel együtt 1410-ben került véglegesen a Raguzai Köztársaság fennhatósága alá.
1806-ban Dalmáciával együtt a Raguzai Köztársaságot legyőző franciák uralma alá került, de Napóleon bukása után 1815-ben a berlini kongresszus a Habsburgoknak ítélte. 1918-ban az új szerb-horvát-szlovén állam, majd később Jugoszlávia része lett. 1931-ig lakosságát Goveđarihoz számították. Az addig jelentéktelen településnek az első szálloda az Odisej felépítése jelentette a nagyarányú fejlődés kezdetét. A szálloda mellett új házak is épültek. 1991-től a független Horvátországhoz tartozik. 2011-ben a településnek 52 lakosa volt. A lakosság régebben főleg halászattal és mezőgazdasággal foglalkozott. Ma már főként a turizmusból él, mely a két mljeti természeti látványosság, a Veliko és a Malo jezero tavak közelsége miatt egyre jelentősebb.

## Népesség

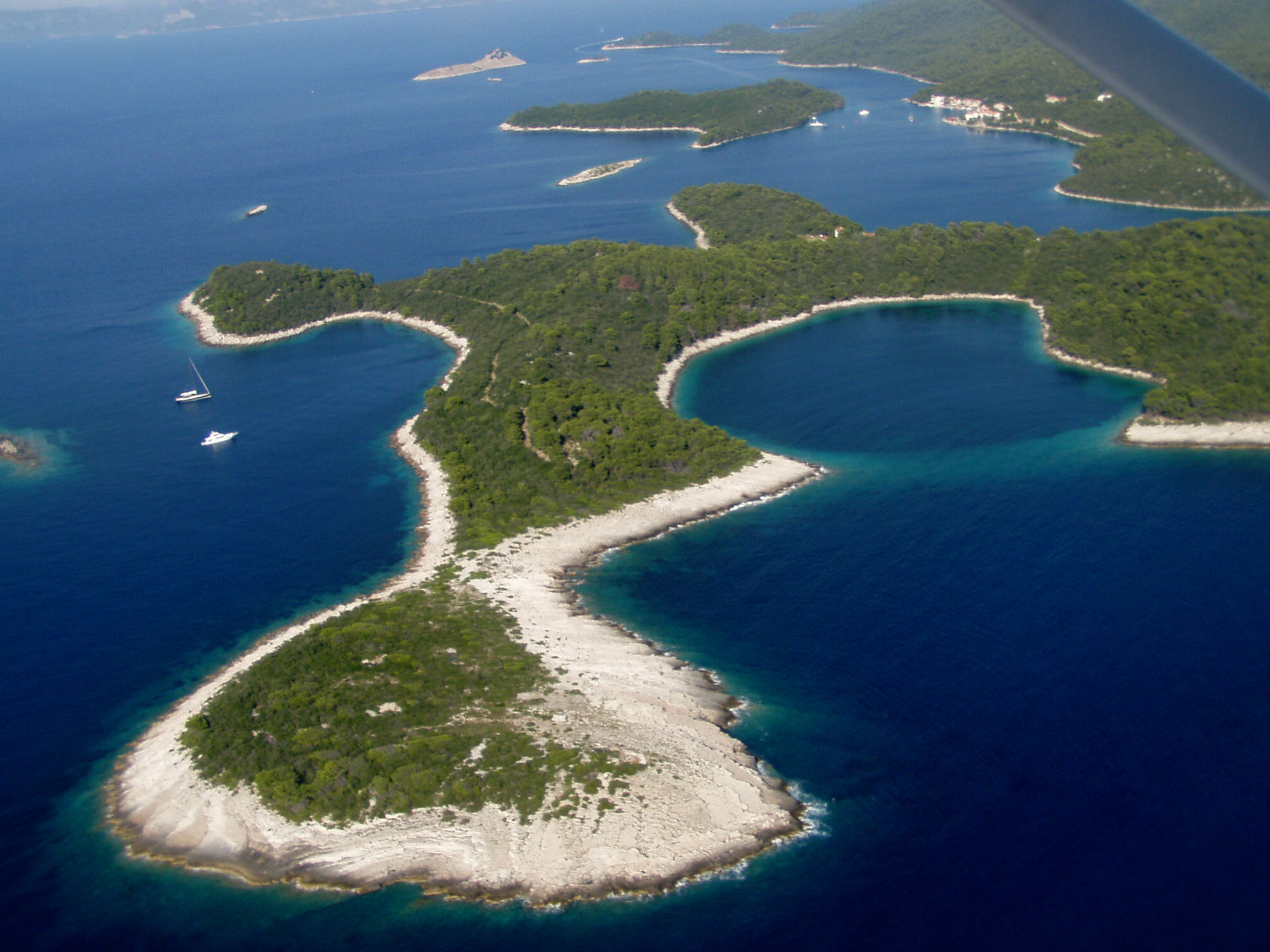
A sziget legnyugatibb pontja a Goli rat háttérben a Pomeštak-szigettel (középen) és a tőle jobbra fekvő Pomenával

| Lakosság változása | Lakosság változása | Lakosság változása | Lakosság változása | Lakosság változása | Lakosság változása | Lakosság változása | Lakosság változása | Lakosság változása | Lakosság változása | Lakosság változása | Lakosság változása | Lakosság változása | Lakosság változása | Lakosság változása | Lakosság változása |
| ------------------ | ------------------ | ------------------ | ------------------ | ------------------ | ------------------ | ------------------ | ------------------ | ------------------ | ------------------ | ------------------ | ------------------ | ------------------ | ------------------ | ------------------ | ------------------ |
| 1857               | 1869               | 1880               | 1890               | 1900               | 1910               | 1921               | 1931               | 1948               | 1953               | 1961               | 1971               | 1981               | 1991               | 2001               | 2011               |
| 0                  | 0                  | 8                  | 0                  | 0                  | 0                  | 0                  | 0                  | 8                  | 8                  | 13                 | 25                 | 46                 | 50                 | 37                 | 52                 |

## Nevezetességei
- A falut keletről a Malo Jezero határolja, mely a sziget egyik természeti látványossága. A tavat egy 30 méter hosszú és fél méter mély csatorna köti össze a szomszédos Veliko Jezeroval, melyen keresztül az apálytól és a dagálytól függően erős tengeri áramlás éri. Így vize lassan cserélődik. A csatornán a Mali most nevű kőhíd ível át. A tó területe 0,25 km2, legnagyobb mélysége 29 méter.
- Ókori hajóroncs a Glavat-szigetnél.
- Víz alatti régészeti lelőhely a Lastovska-öbölben.
- Ókori halomsírok a Velika Poma és Mala Poma nevű magaslatokon.

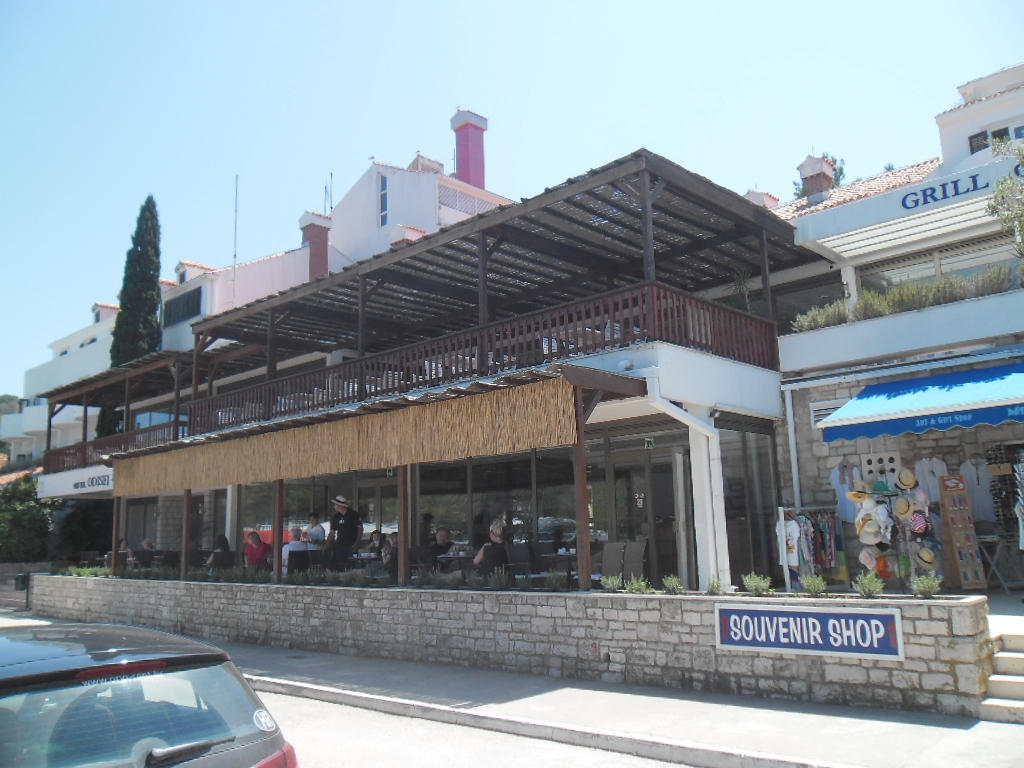
Az Odisej szálloda

## Gazdaság
Mivel a település kikötőként keletkezett kezdetben a gazdaságában a halászat játszotta a fő szerepet. A mezőgazdaság a közeli termékeny mezők miatt fejlődött. Az Odisej szálloda felépítése után a turizmus ugrásszerűen fejlődött és a mai napig a helyi gazdaság alapját képezi. Az 1970-es évek közepéig itt működött a Sikjerica autóskemping, mely nagyon sikeres vállalkozás volt. Bezárására az erdők közelsége miatti tűzveszély okán került sor. Bár a településnek nincs rendszeres hajójárati összeköttetése a nyári turistaszezonban szárnyashajók érkeznek ide Dubrovnikból, Korčuláról és Splitből.